# Сузакский аильный округ
Сузакский аильный округ (аймак) расположен в Сузакском районе Джалал-Абадской области Кыргызстана.
Код СОАТЕ — 41703 220 856 00 0.

## Административно-территориальное деление
В состав Сузакского аильного округа входят 8 сел:
- Сузак (административный центр);
- Арал;
- Благовещенка;
- Достук;
- Жаны-Дыйкан;
- Камыш-Башы;
- Кыр-Жол;
- Садда.